# Мильнівська сільська рада
Ми́льнівська сільська́ ра́да — адміністративно-територіальна одиниця та орган місцевого самоврядування у Зборівському районі Тернопільської області. Адміністративний центр — село Мильне.

## Загальні відомості
Мильнівська сільська рада утворена в 1939 році.
- Територія ради: 3,878 км²
- Населення ради: 1 392 особи (станом на 2001 рік)
- Територією ради протікає річка Гук

## Населені пункти
Сільській раді підпорядковані населені пункти:
- с. Мильне
- с. Бліх

## Склад ради
Рада складалася з 16 депутатів та голови.
- Голова ради: Караїм Ігор Іванович
- Секретар ради: Пошва Ганна Олексіївна

### Керівний склад попередніх скликань
| Прізвище, ім'я, по батькові    | Основні відомості                                                             | Дата обрання | Дата звільнення |
| ------------------------------ | ----------------------------------------------------------------------------- | ------------ | --------------- |
| Безкоровайна Наталія Дмитрівна | Сільський голова, 1968 року народження                                        | 26.03.2006   | 31.10.2010      |
| Караїм Ігор Іванович           | Сільський голова, 1972 року народження, освіта вища, член партії Єдиний Центр | 31.10.2010   |                 |

Примітка: таблиця складена за даними сайту Верховної Ради України

### Депутати
За результатами місцевих виборів 2010 року депутатами ради стали:

#### За суб'єктами висування
| Суб'єкт висування | Кількість обраних депутатів | %   |
| ----------------- | --------------------------- | --- |
| Самовисування     | 16                          | 100 |

#### За округами
| № округу | Прізвище, ім'я, по батькові       | Дата визнання обраним | Освіта  | Партійна приналежність                        | Відомості про обраного депутата                                                                                 |
| -------- | --------------------------------- | --------------------- | ------- | --------------------------------------------- | --- |
| 1        | Бурава Євгенія Федорівна          | 05.11.2010            | вища    | позапартійна                                  | ТзОВ «Грейн Ленд Україна», комірник                                                                             |
| 2        | Рудь Володимир Богданович         | 05.11.2010            | вища    | позапартійний                                 | Мшанецьке лісництво, старший майстер                                                                            |
| 3        | Томашівська Оксана Григорівна     | 05.11.2010            | вища    | позапартійна                                  | загальноосвітня школа І-ІІІ ст. с. Мильне, вчитель                                                              |
| 4        | Біняшевський Микола Володимирович | 05.11.2010            | вища    | позапартійний                                 | тимчасово не працює                                                                                             |
| 5        | Пошва Ганна Олексіївна            | 05.11.2010            | вища    | позапартійна                                  | загальноосвітня школа І-ІІІ ст. с. Мильне, секретар                                                             |
| 6        | Беркита Іван Мар'янович           | 05.11.2010            | середня | позапартійний                                 | тимчасово не працює                                                                                             |
| 7        | Ништа Оксана Миколаївна           | 05.11.2010            | вища    | позапартійна                                  | Відділ землеустрою, моніторингу охорони та ринку земель Управління Держкомзему в Зборівському районі, начальник |
| 8        | Хаврат Ганна Василівна            | 05.11.2010            | вища    | позапартійна                                  | Мильнівська сільська рада, бухгалтер                                                                            |
| 9        | Богайчук Ігор Миколайович         | 05.11.2010            | вища    | член Всеукраїнського об'єднання «Батьківщина» | загальноосвітня школа І-ІІІ ст. с. Мильне, вчитель                                                              |
| 10       | Войцешин Тетяна Михайлівна        | 05.11.2010            | вища    | член Політичної партії «Фронт Змін»           | приватний підприємець                                                                                           |
| 11       | Андрійчук Галина Петрівна         | 05.11.2010            | вища    | позапартійна                                  | фельдшерсько-акушерський пункт с. Мильно, завідувачка                                                           |
| 12       | Горішня Ольга Григорівна          | 05.11.2010            | вища    | позапартійна                                  | приватний підприємець                                                                                           |
| 13       | Богдан Стефанія Іванівна          | 05.11.2010            | середня | позапартійна                                  | Відділення зв'язку с. Мильне, листоноша                                                                         |
| 14       | Горішний Михайло Васильович       | 05.11.2010            | середня | позапартійний                                 | приватний підприємець                                                                                           |
| 15       | Сухецький Володимир Васильович    | 05.11.2010            | середня | позапартійний                                 | Мшанецьке лісництво, єгер                                                                                       |
| 16       | Богайчук Андрій Миколайович       | 05.11.2010            | вища    | позапартійний                                 | Мшанецьке лісництво, лісник                                                                                     |